# Foresta planiziale
Con foresta planiziale (o bosco planiziale) si indica un terreno coperto da alberi in una pianura.

## La foresta planiziale in Italia
In Italia con questa espressione si fa riferimento ai boschi presenti anticamente nella Pianura Padana e quelli di tipo mediterraneo che caratterizzavano le zone pianeggianti del litorale tirrenico e adriatico. Oggi questi ambienti sopravvivono in limitate aree scampate al disboscamento ed alla conversione agricola effettuata nei secoli XIX-XX in tutte le zone di pianura e collina: gli ultimi lembi sparirono a seguito dell'approvazione della prima legge forestale italiana (L. 3917/1877), che tolse (art. 1) il vincolo forestale dal livello del mare fino al limite superiore del castagno.
Il paesaggio della Pianura Padana è la conseguenza di una millenaria storia di antropizzazione che ha radicalmente cambiato i caratteri naturali del territorio. Lo stesso vale ad esempio per il paesaggio litoraneo tirrenico, in cui oggi la foresta planiziale sopravvive perlopiù in alcune aree della Toscana, del Lazio e della Campania.
Il suolo e il clima di queste aree sarebbero l'habitat di specie arboree quali quercia, ontano, salice, olmo, acero, frassino, pioppo bianco e pioppo nero, che in questo contesto costituirebbero l'ecosistema climax. Fino all'avvento dei romani, gli interventi di disboscamento furono limitati e vaste porzioni di territorio erano coperte da foreste come la Silva Lupanica. Fu a partire dal I secolo a.C. che si iniziarono opere di disboscamento e di bonifica delle paludi. 
Tuttavia, dalla caduta dell'impero romano fino a tutto il X secolo, in conseguenza della diminuzione di popolazione e degli sconvolgimenti sociali, la coltivazione diminuì e il bosco riprese il sopravvento. A partire dall'XI secolo si riprese ad abbattere le foreste sia per procurarsi il legname sia per ottenere maggiori spazi coltivabili. Con la costruzione dai canali artificiali e le opere di bonifica, il paesaggio agricolo padano prese l'aspetto odierno. La diffusione di specie alloctone, come la robinia, hanno contribuito ad alterare l'habitat primordiale.
Oltre a poche zone boschive sopravvissute, ci sono casi (vedi, ad esempio, dieci grandi foreste di pianura e di fondovalle) in cui si è deciso, in epoca moderna, di reimpiantare alberi autoctoni con lo scopo di ristabilire il paesaggio originario.

### Boschi planiziali della Pianura Padana
- Parco naturale La Mandria (TO)
- Parco naturale del Bosco delle Sorti della Partecipanza di Trino (VC)
- Agogna Morta (NO-PV)
- Bosco Siro Negri (PV)
- Bosco Grande (PV)
- Parco della Sora (PV)
- Riserva naturale Garzaia della Carola (PV)
- Riserva naturale garzaia di Porta Chiossa (PV)
- Grande foresta fra i due fiumi (PV)
- Monumento naturale Garzaia della Cascina Villarasca (PV)
- Bosco di Cusago (MI)
- Boschi di Abbiategrasso (MI)
- Eremo Locatelli di Corbetta (MI)
- Oasi Levadina (MI)
- Riserva naturale Bosco Fontana (MN)
- Riserva naturale Isola Boschina (MN)
- Riserva naturale orientata Parma Morta (PR)
- Bosco della Panfilia (FE)
- Riserva naturale Bosco della Mesola (FE)

### Boschi planiziali in altre pianure e litorali italiani
- Riserva naturale regionale di Montauto (GR)[3]
- Parco naturale regionale Bosco Incoronata (FG)
- Foresta planiziale del Parco Nazionale del Circeo (LT)
- Tenuta Presidenziale di Castel Porziano (RM)
- Riserva naturale Abbadia di Fiastra (MC)
- Riserva naturale orientata Bosco Pantano di Policoro (MT)
- Boschi di Basalghella (TV)
- Bosco di Carpenedo (VE)
- Bosco Nordio di Chioggia (VE)
- Bosco di Olmè di Cessalto (TV)
- Bosco di Lison (VE)
- Bosco Zacchi di Gaiarine (TV)
- Boschi di Muzzana del Turgnano (UD)
- Bosco di Carlino (UD)
- Bosco della Mantova (PN)
- Parco regionale di San Rossore (PI)